# Palamasz Szent Gergely
Palamasz Szent Gergely (ógörögül: Γρηγόριος Παλαμάς Grégoriosz Palamasz), (1296 – 1359. november 14.) bizánci szerzetes, teológus, egyházi író, Thesszaloniki érseke, a középkori bizánci lelkiség egyik legkiemelkedőbb képviselője.

## Élete

### Ifjúsága
Gergely kis-ázsiai nemes családból származott. Szülei a törökök előrenyomulása elől költöztek át Bizáncban. Gergely II. Andronikosz bizánci császár udvarában nevelkedett. 20 éves kora körül fejezte be a hét szabad művészet elsajátítását. 1316-ban váratlanul bejelentette, hogy kolostorba akar lépni. Édesapja már régebben meghalt, Gergelynek testvéreiről, özvegy édesanyjáról és számos testvéréről kellett gondoskodnia. A császár magas tisztséget kínáló ajánlatát visszautasította, házanépének pedig ugyancsak a kolostort ajánlotta. Legtöbben meg is fogadták tanácsát: édesanyja, két nővére és szolgáik többsége a főváros egyik monostorába kérték felvételüket, Gergely és két fivére pedig gyalog elindult az Athosz-félszigetre.
Mindhárman a Vatopediu monostor környékén telepedtek le, és egy Nikodémosz nevű hészükhiaszta szerzetesre bízták magukat. A legfiatalabb fivére, Theodoziosz, majd Nikodémosz halála után Gergely és Makariosz nevű testvére az Athoszi Szent Atanáz által alapított Nagy Lavrába kérték felvételüket. Három évi közösségi élet után Gergely magányba vonult, egy Gregóriosz nevű remete vezetésére bízva magát. A török kalózok támadásai vetettek véget remete-életének.

### Thesszalonikában
Gergely és néhány társa elhatározták, hogy a Szentföldre mennek, majd pedig a Sínai-monostorba kérik felvételüket. Gergely terve nem sikerült, Thesszalonikában kellett maradnia. Itt egy sajátos lelkiségi körbe kapcsolódott bele (ahol a Jézus-imát tanították és gyakorolták), melynek vezetője Iszidórosz, a későbbi konstantinápolyi pátriárka volt. Gergelyt 1326-ban (ugyancsak itt) szentelték pappá. Hamarosan Berrhé közelében remeteséget alapított, ahol öt éven át a legszigorúbb aszkézisben élt: a hét öt napján teljes magányban tartózkodott, csak szombaton és vasárnap ünnepelte szerzetestársaival a feltámadást. Berrhéi tartózkodását, csak egy édesanyja halála miatti rövid bizánci utazás szakította meg. Innen visszafelé, magával hozta két apáca nővérét, s egy berrhéi monostorban helyezte el őket.

### A Barlaam-féle hitvita
Gergely 1331 körül tért vissza az Athoszra, Berrhé vidékét ugyanis szerb támadások pusztították. Ezúttal a Nagy Lavra mellett Szt. Szabbasz remeteséget választotta lakhelyéül, ahol továbbra is berrhéi életrendjét követte: öt nap teljes magány, két nap a szerzetesekkel. 1335–1336-ban az Esphigménou monostorban 200 szerzetes igumenjévé (elöljáró) nevezték ki. Gergely 1 év múlva elhagyta a monostort, és visszaköltözött a Szt. Szabbaszba.
Ebben az időben érkezett Bizáncba a kalábriai Barlaam, aki elnyerve a császár jóindulatát, filozófiai előadásokat tartott a főváros legnevezetesebb iskolájában. Bár Barlaam szívén viselte a (latin) katolikusok és a (görög) ortodoxok újbóli egyesülését (az 1054-es nagy egyházszakadást követően), a Szentlélek származásával kapcsolatos egyetemes vitában az ortodoxok álláspontját védte – ugyanakkor azonban agnosztikus nézeteket hirdetett: Isten megismerhetetlen, következésképp az Isteni Személyek egymás közti viszonya is. Gergely 1337-ben megtámadta Barlaam tanítását, mire Barlaam a hészükhiaszta körök nézetei és életmódja ellen kelt ki. Gergely a híres Triádész című művével válaszolt, melyben összefoglalta a keleti monachizmus teológiáját és spiritualitását, megvédte a szent hészükhiasztákat. 1341-ben a konstantinápolyi zsinat a Hagia Szophia ívei alatt ünnepélyesen elítélte Barlaam tanait.

### Későbbi évek
Gergely ezt követően magával a konstantinápolyi pátriárkával került összetűzésbe a politikát sem nélkülöző teológiai viták miatt. Száműzték, börtönbe vetették. Az igazság védelmében itt is tollat ragadott, nem kímélve legfőbb ellenfelét, Grégoriosz Akündosz nevű volt tanítványát. Ióannész Kantakuzénosz trónra lépésével vált csak szabaddá, 1347-ben. Izidórosz pátriárka ekkor kinevezte Thesszalonika érsekévé, az 1351-ben összehívott zsinat pedig igazolta Gergely nézeteit és tanítását.
Gergely utolsó éveit teljesen Makedónia lelkipásztori szolgálatának szentelte. Beszédeiben – soha ki nem hagyva Krisztus misztériumának valamelyik teológiai vonatkozását – az evangélium nevében a társadalmi igazságtalanságokat ostorozta. Kijárta a politika szövevényében gerjesztett viták kemény iskoláját, és életpályája által hitelesített tanításával a pusztulás előtt álló Bizáncból átmentette a keleti szerzetesség lelki kincseit a keleti Egyház számára, amely 100 év múlva (1453) az iszlám uralma alá került.
Gergely 1359-ben hunyt el Thesszalonikában. Tanítványa és barátja, Philotheosz pátriárka avatta szentté 1368-ban.

## Művei magyarul
- Palamasz Szent Gergely: A szentül élő hészüchaszták védelmében (ford. Baán István), Szent Atanáz Görögkatolikus Hittudományi Főiskola, 2016, ISBN 9786155073397